# إيتس أ لاو برودكشنز
إيتس أ لاو برودكشنز، المحدودة.شركة إنتاج مريكية مملوكة من قبل قنوات ديزني ورلدوايد التي تنتج برامج سيت كوم حية  حيث تبث على قناة ديزني وديزني إكس دي.
معظم العروض تنتج وتسجل في هوليوود سنتر ستوديوز، على الرغم من هانا مونتانا, حظ جيد شارلي و أوستن وألي  تم تصويرمه في سانسيت برونسون ستوديوز; صوني ويذ أه تشانس و أوستن & حليف قد سجلا في بوربانك ستوديوز قبل الانتقال إلى هوليوود سنتر في مواسمهم الثانية.باير اوف ذا كينغ  سجلت في سانسيت برونسون ستوديوز قبل أن ينتقل إلى هوليوود سنتر  في الموسم الثالث والأخير. هيا نرقص (Shake it Up) قد سجلت في لوس أنجلس سنتر ستوديوز (وكذلك الموسم الثاني والثالث من حظ جيد شارلي). جوناس هو الإنتاج الوحيد اعتبارا إلى  الآن قد  سجل في سينغل كاميرا سيتاب مع كاميرات السينما بدلا من مولتيكام العادية  باستخدام كاميرات الفيديو. كما تم تصويره في الموقع مع مجموعات مغلقة.

## التاريخ
إيتس أ لاو برودكشنز، المحدودة. تأسست في 3 نوفمبر عام 2003،  وأسسها دون مينك  و ايمي رابينز.

## المسلسلات
| #    | الاسم                                   | المنتجين                                              | تاريخ البدء             | تاريخ الانتهاء          | القناة         | عدد الحلقات    |
| ---- | --------------------------------------- | ----------------------------------------------------- | ----------------------- | ----------------------- | -------------- | -------------- |
| 1    | ذا سويت لايف زاك اند كودي               | 999999999999-99-99-0000                               | 999999999999-99-99-0000 | 87                      | قناة ديزني     |                |
| 2    | هانا مونتانا                            | Michael Poryes Productions                            | 999999999999-99-99-0000 | 999999999999-99-99-0000 | قناة ديزني     | 98             |
| 3    | كوري ان ذا هاوس                         | Warren & Rinsler Productions                          | 999999999999-99-99-0000 | 999999999999-99-99-0000 | قناة ديزني     | 34             |
| 4 ce | 999999999999-99-99-0000                 | 999999999999-99-99-0000                               | 106                     |                         | قناة ديزني     |                |
| 5    | The Suite Life on Deck                  | 999999999999-99-99-0000                               | 999999999999-99-99-0000 | 71                      | قناة ديزني     |                |
| 6    | Sonny with a Chance                     | Varsity Pictures                                      | 999999999999-99-99-0000 | 999999999999-99-99-0000 | قناة ديزني     | 47             |
| 7    | Jonas                                   | Mantis Productions (season 1) Turtle Rock Productions | 999999999999-99-99-0000 | 999999999999-99-99-0000 | قناة ديزني     | 34             |
| 8    | I'm in the Band                         | 999999999999-99-99-0000                               | 999999999999-99-99-0000 | 41                      | Disney XD      |                |
| 9    | Good Luck Charlie                       | 999999999999-99-99-0000                               | 999999999999-99-99-0000 | 97                      | قناة ديزني     |                |
| 10   | Pair of Kings                           | 999999999999-99-99-0000                               | 999999999999-99-99-0000 | 67                      | Disney XD      |                |
| 11   | Shake It Up                             | 999999999999-99-99-0000                               | 999999999999-99-99-0000 | 75                      | قناة ديزني     |                |
| 12   | A.N.T. Farm                             | Gravy Boat Productions                                | 999999999999-99-99-0000 | 999999999999-99-99-0000 | قناة ديزني     | 62             |
| 13   | So Random!                              | Varsity Pictures                                      | 999999999999-99-99-0000 | 999999999999-99-99-0000 | قناة ديزني     | 26             |
| 14   | Kickin' It                              | Poor Soul Productions                                 | 999999999999-99-99-0000 | 999999999999-99-99-0000 | ديزني إكس دي   | 84             |
| 15   | Jessie                                  | Bon Mot Productions                                   | 999999999999-99-99-0000 | 999999999999-99-99-0000 | 98             | 98             |
| 16   | Austin & Ally                           | Kevin & Heath Productions                             | 999999999999-99-99-0000 | 999999999999-99-99-0000 | 87             | 87             |
| 17   | Lab Rats                                | 999999999999-99-99-0000                               | 999999999999-99-99-0000 | 90                      | ديزني إكس دي   | 90             |
| 18   | Crash & Bernstein                       | 999999999999-99-99-0000                               | 999999999999-99-99-0000 | 39                      | ديزني إكس دي   | 39             |
| 19   | Dog with a Blog                         | Diphthong Productions                                 | 999999999999-99-99-0000 | 999999999999-99-99-0000 | 69             | Disney Channel |
| 20   | Liv and Maddie                          | Beck & Hart Productions Oops Doughnuts Productions    | 999999999999-99-99-0000 | 999999999999-99-99-0000 | 80             | Disney Channel |
| 21   | Mighty Med                              | 999999999999-99-99-0000                               | 999999999999-99-99-0000 | 44                      | ديزني إكس دي   | 44             |
| 22   | I Didn't Do It                          | That's Not So Funny Productions                       | 999999999999-99-99-0000 | 999999999999-99-99-0000 | 39             | Disney Channel |
| 23   | Girl Meets World                        | Michael Jacobs Productions                            | 999999999999-99-99-0000 | 999999999999-99-99-0000 | 72             |                |
| 24   | K.C. Undercover                         | Rob Lotterstein Productions                           | 999999999999-99-99-0000 | present                 | 52             |                |
| 25   | Best Friends Whenever                   | Diphthong Productions Entertainment Force             | 999999999999-99-99-0000 | 999999999999-99-99-0000 | 30             |                |
| 26   | Gamer's Guide to Pretty Much Everything | Poor Soul Productions                                 | 999999999999-99-99-0000 | 999999999999-99-99-0000 | 37             | Disney XD      |
| 27   | Bunk'd                                  | Bon Mot Productions                                   | 999999999999-99-99-0000 | present                 | 42             | Disney Channel |
| 28   | Lab Rats: Elite Force                   | Britelite Productions                                 | 999999999999-99-99-0000 | 999999999999-99-99-0000 | 15             | Disney XD      |
| 29   | Bizaardvark                             | 999999999999-99-99-0000                               | present                 | 23                      | Disney Channel |                |

### القادمة
- منزل رايفن (21 تموز / يوليو 2017)

## الأفلام

### الأفلام المسرحية
| # | العنوان              | تاريخ الإصدار | الميزانية      | الإجمالي        | RT  | IMDb |
| - | -------------------- | ------------- | -------------- | --------------- | --- | ---- |
| 1 | هانا مونتانا: الفيلم | 10 أبريل 2009 | 35 مليون دولار | 155 مليون دولار | 44% | 3.7  |

### الأفلام التلفزيونية
| # | العنوان                        | تاريخ الإصدار |
| - | ------------------------------ | ------------- |
| 1 | ويزاردز من مكان ويفرلي: الفيلم | 28 أغسطس 2008 |
| 2 | ذا سويت لايف: الفيلم           | 23 مارس 2011  |
| 3 | حظ جيد شارلي، إنه عيد الميلاد! | 2 ديسمبر      |
| 4 | عودة الساحرة: أليكس ضد أليكس   | 15 مارس 2013  |

## الحلقات الخاصة
| #  | Title                                        | Air date                | Crossover between                                                    |
| -- | -------------------------------------------- | ----------------------- | -------------------------------------------------------------------- |
| 1  | That's So Suite Life of Hannah Montana       | 999999999999-99-99-0000 | That's So Raven, The Suite Life of Zack & Cody, and Hannah Montana   |
| 2  | Take This Job and Love It                    | 999999999999-99-99-0000 | Hannah Montana and Cory in the House                                 |
| 3  | Wizards on Deck with Hannah Montana          | 999999999999-99-99-0000 | Wizards of Waverly Place, The Suite Life on Deck, and Hannah Montana |
| 4  | Weasels on Deck                              | 999999999999-99-99-0000 | I'm in the Band and The Suite Life on Deck                           |
| 5  | Charlie Shakes It Up                         | 999999999999-99-99-0000 | Good Luck Charlie and Shake It Up                                    |
| 6  | Austin & Jessie & Ally All Star New Year     | 999999999999-99-99-0000 | Austin & Ally and Jessie                                             |
| 7  | Good Luck Jessie: NYC Christmas              | 999999999999-99-99-0000 | Good Luck Charlie and Jessie                                         |
| 8  | Jessie's Aloha-holidays with Parker and Joey | 999999999999-99-99-0000 | Jessie and Liv and Maddie                                            |
| 9  | Karate Kid-tastrophe                         | 999999999999-99-99-0000 | Jessie and The Suite Life                                            |
| 10 | Lab Rats vs. Mighty Med                      | 999999999999-99-99-0000 | Lab Rats: Bionic Island and Mighty Med                               |
| 11 | The Ghostest with the Mostest                | 999999999999-99-99-0000 | Jessie and I Didn't Do It                                            |
| 12 | Girl Meets World of Terror 2                 | 999999999999-99-99-0000 | Girl Meets World and Austin & Ally                                   |
| 13 | Bite Club                                    | 999999999999-99-99-0000 | I Didn't Do It and Austin & Ally                                     |
| 14 | Scary Spirits & Spooky Stories               | 999999999999-99-99-0000 | Austin & Ally and K.C. Undercover                                    |
| 15 | All Howl's Eve                               | 999999999999-99-99-0000 | K.C. Undercover and Jessie/Bunk'd                                    |
| 16 | Haunt-a-Rooney                               | 999999999999-99-99-0000 | Liv and Maddie and Best Friends Whenever                             |
| 17 | Cyd and Shelby's Haunted Escape              | 999999999999-99-99-0000 | Best Friends Whenever and Girl Meets World                           |

الملاحظات:
- «ذا سو سويت لايف اوق هانا مونتانا» و «ويزادز اوف ديك ويث هانا مونتانا» يتم حساب كل منها على أنها ثلاث حلقات منفصلة (حيث سجمع  ذاس سو رايفن, ذا سويت لايف أوف زاك اند كودي  و هانا مونتانا, في حين أن الأخرى يجري في  ويزاردز أوف ويفرلي بلايس, ذا سويت لايف اون ديك و هانا مونتانا). «خذ هذا العمل وحبها» رسميا يعتبر حلقة  لهانا مونتانا; «عرس على سطح السفينة» تعتبر  حلقة مسلسل أيام ان ذا باد، «تشارلي ترقص» تعتبر حلقة مسلسل حظجيد تشارلي، و «أوستن & جيسي & ألي  كلهم نجوم العام الجديد»، «أبناء المختبر ضد مايتي ميد» و «حظا جيد جيسي: مدينة نيويورك في عيد الميلاد» تحسب حلقة لكل مسلسل، بسبب كونهم حدث منفصل (الجزء الأول من «أوستن & جيسي & ألي كل نجم السنة الجديدة» الحلقة الأولى كانت ل أوستن & ألي الحلقة بينما الجزء الثاني كان حلقة جيسي. الجزء الأول من «أبناء المختبر ضد مايتي ميد» كان إنتاج الحلقة الأولى لصالح  أبناء المختبر بينما الحلقة الثانية لصالح مايتي ميد. الجزء الأول من «حظا جيد جيسي: مدينة نيويورك في عيد الميلاد»  لصالح حظ جيد شارلي بينما الجزء الثاني كان لصالح جيسي). «جيسي ألوها-هوليدايز  مع باركر جوي» رسميا تعتبر حلقة جيسي مدتها ساعة واحدة الحلقة مع شخصيات مسلسل ليف ومادي .
- الحلقات الخاصة بين المسلسلات لم يحدث في عام 2008 بسبب مضاعفات إضراب نقابة الكتاب الأمريكية 2007.

## روابط خارجية
- إيتس أ لاو برودكشنز على موقع IMDb (الإنجليزية)